# Calicorema squarrosa
Calicorema squarrosa är en amarantväxtart som först beskrevs av Schinz, och fick sitt nu gällande namn av Schinz. Calicorema squarrosa ingår i släktet Calicorema och familjen amarantväxter. Inga underarter finns listade i Catalogue of Life.